# Вильдпарк
Стадион Вильдпарк (нем. Wildparkstadion) — футбольный стадион в немецком городе Карлсруэ. Вместимость — приблизительно 29 699 зрителей. Расположен к северо-востоку от Дворца Карлсруэ (Schloss) и находится на участке Wildpark в Хардтвальде, ранее принадлежавшем Великому герцогу Бадена. Стадион является собственностью города Карлсруэ и сдаётся в аренду футбольному клубу «Карлсруэ», выступающему в Второй Бундеслиге.
С 1922 года на месте теперешнего стадиона были расположены футбольные поля. Стадион был построен в 1955 году. С тех пор несколько раз были проведены капитальные ремонты и реконструкции. Последняя реконструкция была завершена в 2023 году. Стадион открылся товарищеской игрой против Ливерпуля.

## Памятные игры
- 2 ноября 1993 года на стадионе «Вильдпарк« состоялся ответный матч 1/16 Кубка УЕФА, в котором Карлсруэ» после поражения в первой игре 1:3 победил «Валенсию» со счётом 7:0, и вышел в следующий круг. В «Карлсруэ» в то время выступали Оливер Кан, Сергей Кирьяков и Валерий Шмаров.
- В середине 1990-х годов стадион «Вильдпарк» видел на своем поле ещё более значительные победы клуба «Карлсруэ», выступавшего против опасных соперников в кубке УЕФА. Таким образом клуб выиграл в 1993 году в одной восьмой финала у «Бордо» (в составе которого в то время играл Зинедин Зидан) со счётом 3:0. Три года спустя «Карлсруэ» победил «Рому» также со счётом 3:0.
- После девятилетнего перерыва «Карлсруэ» вернулся в Первую Бундеслигу и в первом же матче 2 мая 1998 года на стадионе «Видьдпарк» перед 33.600 зрителями победил «Штутгарт» со счётом 4:2.